# رود ششما
رود ششما (انگلیسی: Sheshma) یک رودخانه در تاتارستان کشور روسیه است.